# 德沃加尔
德沃加尔（Devgarh），是印度拉贾斯坦邦Rajsamand县的一个城镇。总人口16500（2001年）。

## 人口
该地2001年总人口16500人，其中男性8428人，女性8072人；0—6岁人口2672人，其中男1433人，女1239人；识字率65.22%，其中男性为75.78%，女性为54.19%。